# Drag Me to Hell
Drag Me to Hell, distribuito successivamente anche come Portami all'inferno, è un film del 2009 scritto e diretto da Sam Raimi e interpretato da Alison Lohman e Justin Long.

## Trama
Shaun San Dena, una medium ispanica, riceve un bambino colpito da una maledizione in seguito al furto di una collana ad un gruppo di zingari. Il bambino sente da tre giorni delle voci, che stanno diventando sempre più forti. La donna comprende di essere di fronte all'ultimo stadio di questa maledizione e tenta invano di salvare con una seduta spiritica il ragazzino, il quale infine precipita da una balaustra e viene trascinato nell'inferno da una forza malefica. Shaun, devastata, promette al demone che si rivedranno per un'altra battaglia.
Anni dopo, Christine lavora come impiegata all'ufficio prestiti di un grande istituto di credito. Per ottenere una promozione a scapito di un collega, vuole mostrare al suo capo quanto "dura" e inflessibile possa essere; pertanto nega una terza proroga di rimborso prestito richiesta dalla signora Sylvia Ganush, un'anziana zingara. Quest'ultima, per vendicarsi dell'umiliazione subita, le sottrae un bottone dal cappotto e glielo restituisce dopo averci invocato sopra una tremenda maledizione. Da quel giorno, la ragazza inizia ad avere delle orrende visioni e ad essere perseguitata dalla Lamia, un terribile demone che cerca in ogni modo di terrorizzarla.
Disperata, la ragazza chiede aiuto al veggente Rahm Jass, che le spiega la maledizione: la Lamia la sta perseguitando ed entro tre giorni tornerà per trascinare la sua anima all'inferno. Christine cerca allora l'abitazione della signora Ganush per implorarla di toglierle la maledizione, ma scopre che nel frattempo questa è morta. Le visioni diventano sempre più drammatiche e mettono in discussione la vita e il lavoro di Christine, che arriva addirittura a sacrificare il suo gattino per placare il demone, ma invano.
Rahm Jass suggerisce allora di rivolgersi alla medium Shaun San Dena, la quale cercherà di invocare il demone durante una seduta spiritica per tentare di ucciderlo. Questo costerà però 10.000 dollari a Christine, che viene aiutata dal suo fidanzato Clay, il quale, pur non credendo alla maledizione, è disposto a tutto pur di aiutare la sua amata. Durante la seduta la Lamia si manifesta, ma il tentativo di uccidere il demone va a vuoto. Shaun San Dena riesce a respingere la Lamia, ma muore durante la seduta.
Rahm Jass rivela a Christine che a questo punto l'unico modo per sottrarsi alla maledizione è trasferirla a un'altra persona, donandole l'oggetto maledetto dalla Ganush. Capendo che questa scelta è in ogni caso tremenda poiché condannerebbe a morte un innocente, Christine non se la sente di cedere la maledizione; ha però un'idea: sfruttando un rituale gitano, donerà il bottone al cadavere stesso della Ganush. Pur con molta difficoltà, il piano riesce e il bottone maledetto, custodito in una busta, viene donato alla morta, dopo averne riesumato il cadavere.
Il mattino dopo Christine riceve una telefonata dal suo capo, che le comunica la promozione e la ragazza intende partire per un breve viaggio con Clay. Alla stazione però, Clay le restituisce la busta con il bottone maledetto, che Christine aveva scambiato erroneamente con un'altra contenente una moneta rara, che lei stessa gli aveva donato. Proprio in quel momento, i tre giorni scadono e Christine viene trascinata all'inferno dalla Lamia, sotto gli occhi sconcertati del fidanzato.

## Attori

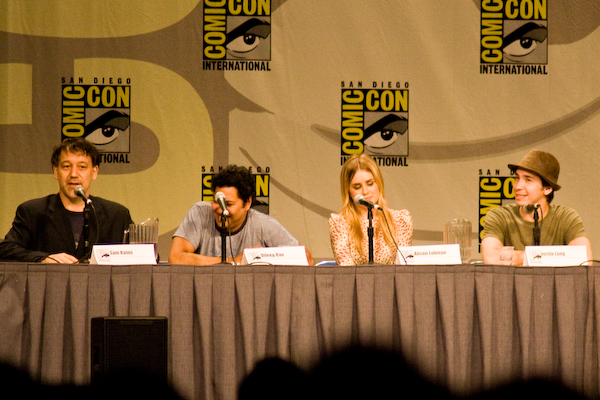
Il regista Sam Raimi, con Dileep Rao, Alison Lohman, e Justin Long mentre discutono il film alla San Diego Comic-Con International nel 2008.

- Alison Lohman è Christine Brown, una giovane impiegata di banca, mite e ambiziosa. Dopo aver declinato la richiesta della misteriosa Sylvia Ganush circa il prolungamento di un prestito, viene colpita da una maledizione e attaccata da un demone.
- Justin Long è il professor Clayton "Clay" Dalton, fidanzato di Christine e docente universitario. È scettico riguardo Rham Jas e l'esistenza del demonio.
- Lorna Raver è Mrs. Sylvia Ujvari Ganush, un'anziana donna che attacca Christine Brown lanciando una maledizione su di lei.È una zingara di origini ungheresi. La Ganush muore il giorno dopo l'attacco, ma il suo spirito ossessionerà costantemente Christine.
- Dileep Rao è Rham Jas: un veggente che informa Christine sulla maledizione. Successivamente, nel tentativo di aiutarla, presenta Christine alla sensitiva Shaun San Dena.
- Adriana Barraza è Shaun San Dena, la medium che tenterà di liberare Christine dal Lamia, trovando la morte per questo.
- David Paymer è Mr. Jim Jacks, il capo di Christine.
- Molly Cheek è Trudy Dalton: la madre di Clayton. Non crede che suo figlio debba frequentare Christine, per via delle sue origini umili e dei suoi strani comportamenti.
- Bojana Novaković è Ilenka Ganush. La cinica nipote di Sylvia Ganush, che permette a Christine di entrare in casa, quando lei chiede di incontrare Sylvia Ganush.
- Art Kimbro è la voce di Lamia: un potente demone, evocato dalla maledizione delle Ganush su Christine. Il suo compito è quello di tormentare Christine per tre giorni prima di trascinarla all'inferno.

## Produzione
Il ruolo della protagonista doveva essere interpretato da Elliot Page, che ha dovuto abbandonare il progetto a causa di altri impegni già fissati in precedenza. A sostituirlo è stata chiamata Alison Lohman. Bruce Campbell, amico fraterno di Raimi sarebbe dovuto apparire in un cameo, ma è stato costretto a rinunciare per altri impegni.

## Distribuzione
Il film, dopo essere stato presentato in anteprima il 15 marzo 2009 al South by Southwest Festival, venne distribuito nelle sale cinematografiche statunitensi il 29 maggio 2009, mentre in quelle italiane l'11 settembre dello stesso anno. Il film è stato anche presentato al Festival di Cannes 2009 nella sezione Proiezioni di mezzanotte.

## Riconoscimenti
- 2009 - Scream Award
  - Best Horror Movie
  - Best Scream-Play
- 2010 - MTV Movie Awards
  - Candidatura per la miglior performance horror a Alison Lohman
- 2010 - Saturn Awards
  - Miglior film horror
  - Candidatura per il miglior attrice a Alison Lohman
  - Candidatura per la miglior attrice non protagonista a Lorna Raver
  - Candidatura per la miglior colonna sonora a Christopher Young
  - Candidatura per il miglior trucco a Greg Nicotero, Howard Berger